# Liste des races asines

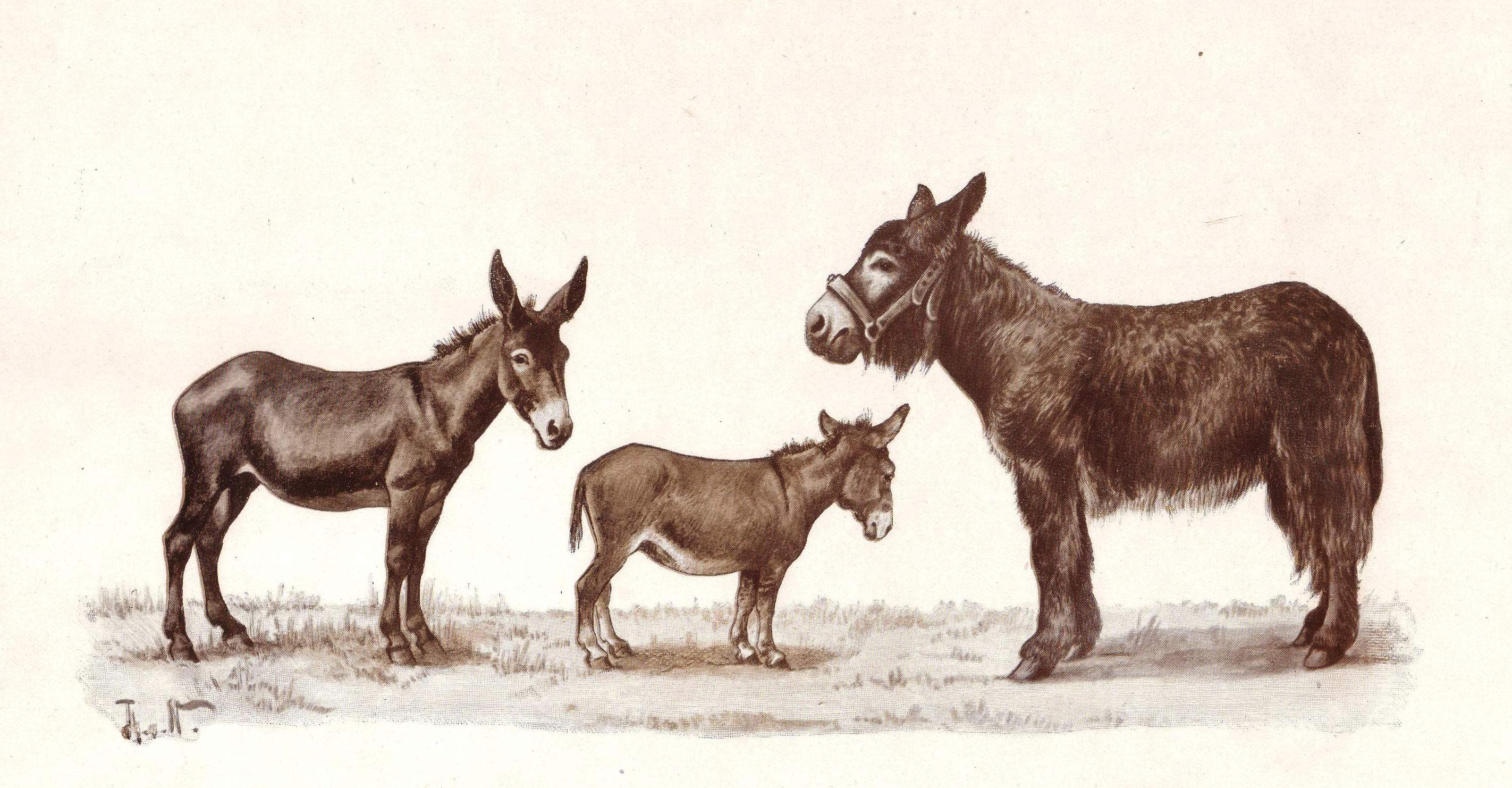
Trois différentes races d'âne venant respectivement de Hongrie, d'Allemagne et de France.

Cette page donne la liste des différentes races d'ânes issues de l'Âne commun (Equus asinus). Elles sont classées d'après leur origine géographique.

## 

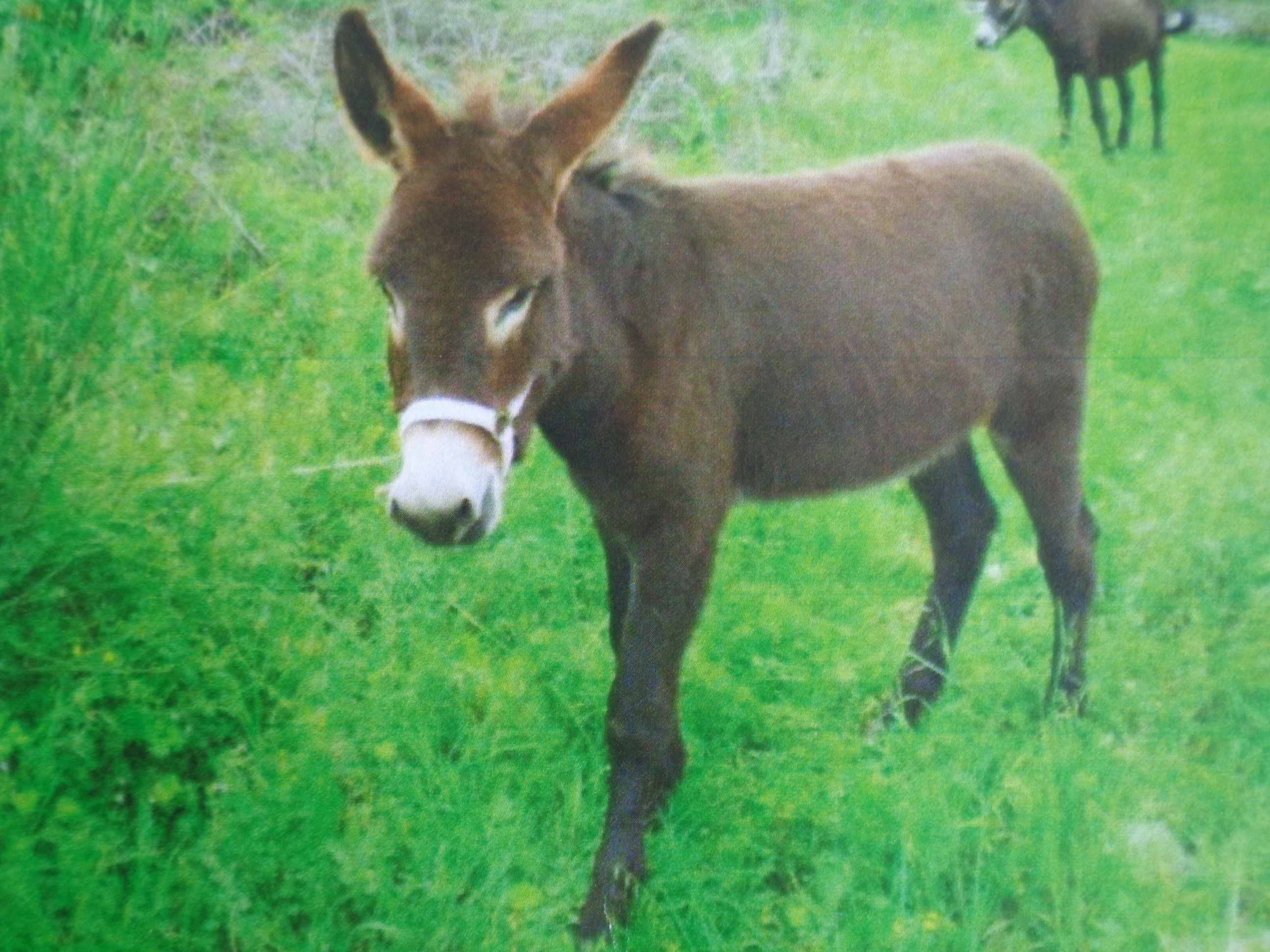
Âne d'Istrie

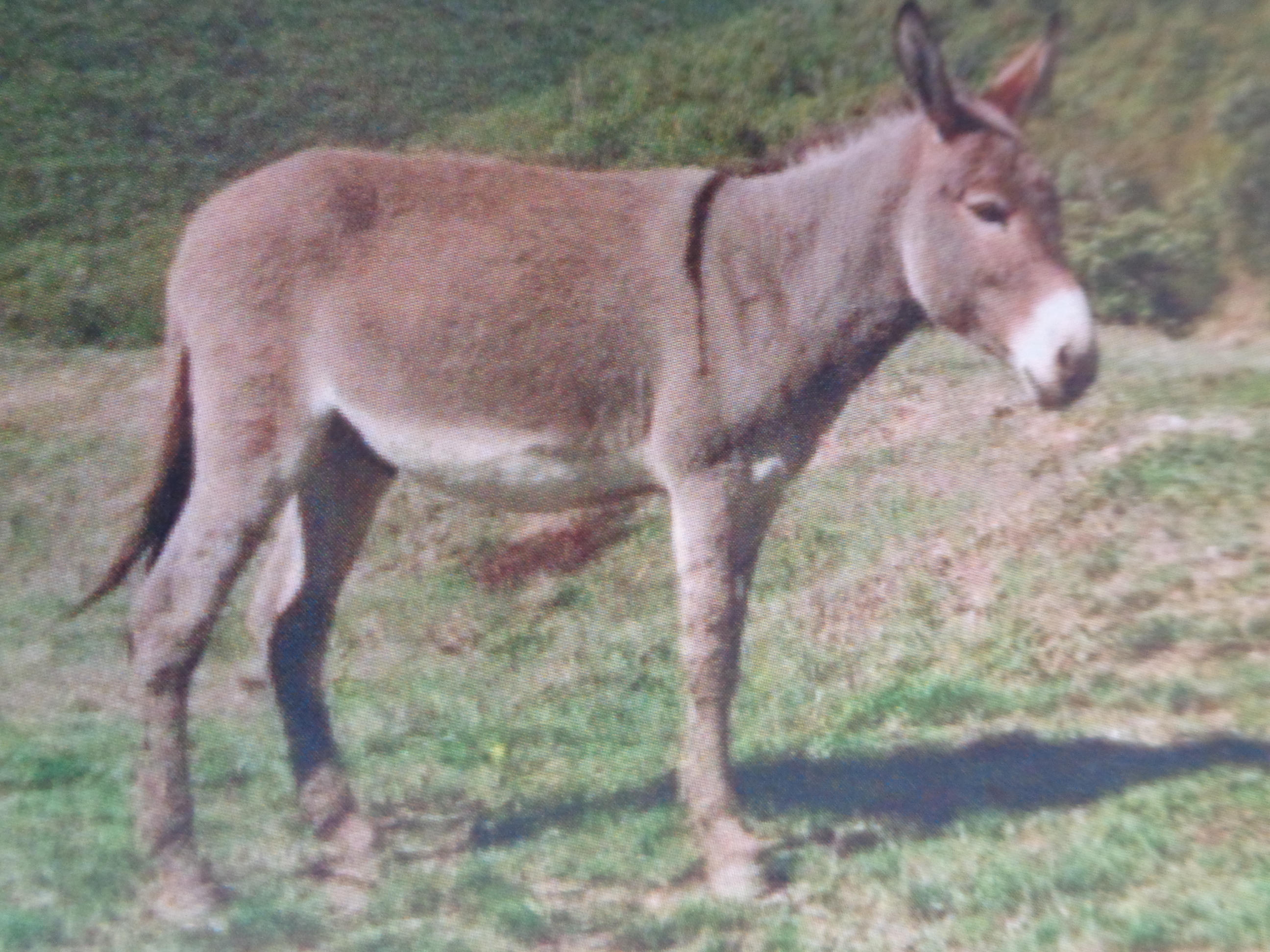
Âne du nord de l'Adriatique

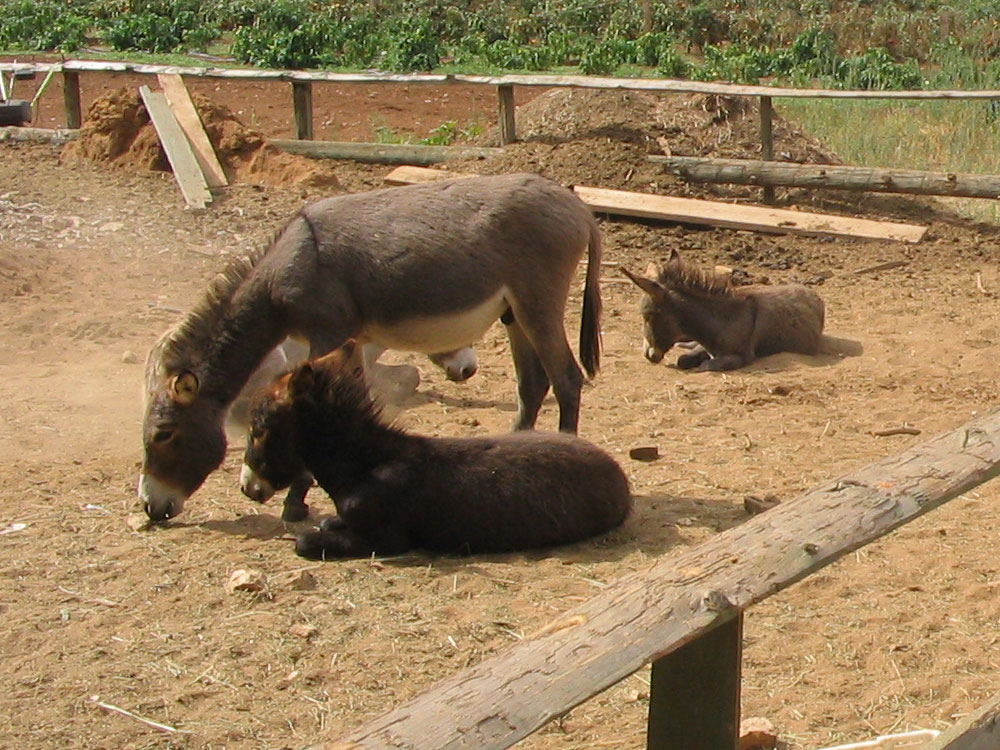
Âne du littoral dinarique

## Algérie
- Âne algérien

## Allemagne
- Âne de la forêt de Thuringe

## Autriche
- Âne baroque (de)

## Belgique
- Âne wallon

## Brésil
- Jumento Pêga (pt)

## Chypre
- Âne de Chypre (en)

## Croatie
- Âne d'Istrie (hr) (Istarski magarac)
- Âne du nord de l'Adriatique (Sjeverno-jadranski magarac)
- Âne du littoral dinarique (Primorsko-dinarski magarac)

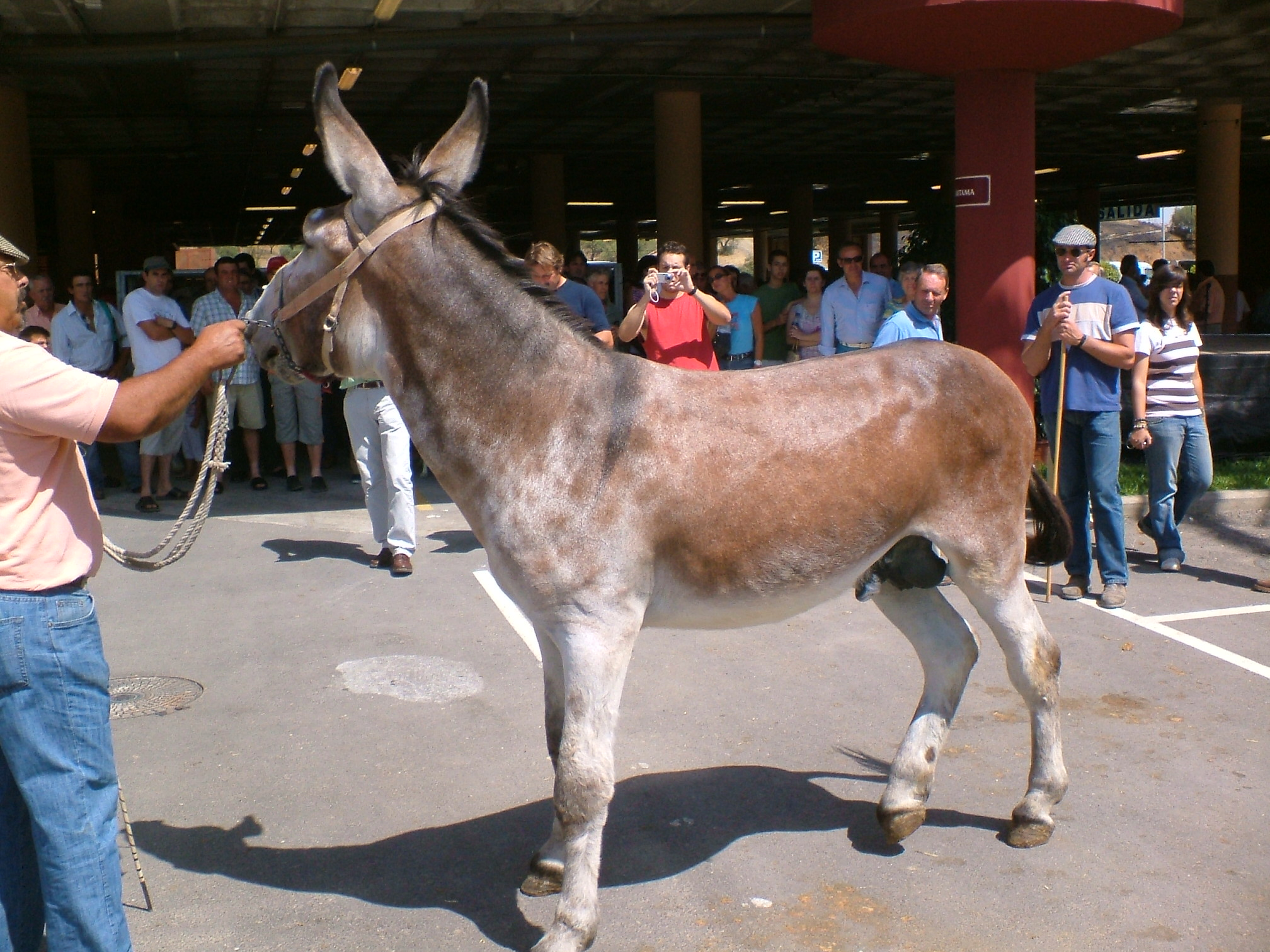
Âne andalou

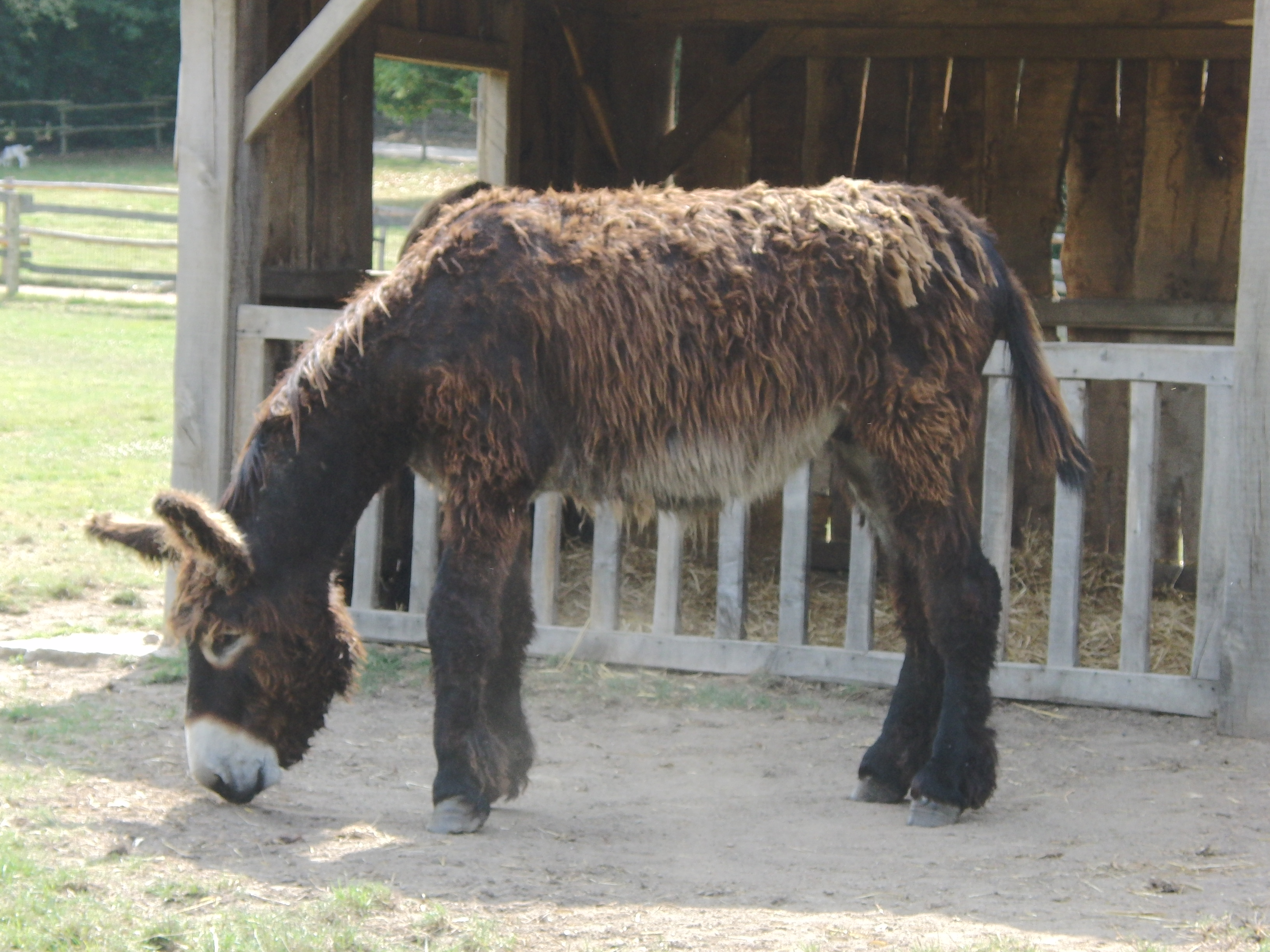
Âne du Poitou

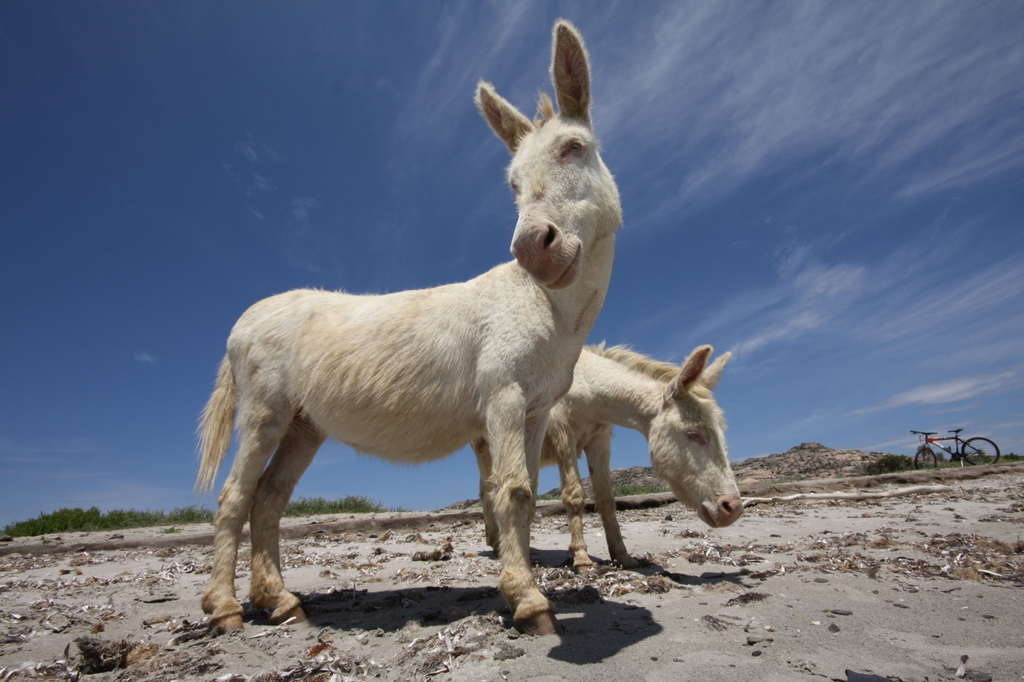
Âne de l'Asinara

## Égypte
- Âne blanc d'Égypte

## Espagne
- Âne andalou
- Âne catalan
- Âne de Biscaye
- Âne des Encartaciones
- Âne des Baléares
- Âne des îles Canaries (en)
- Âne galicien (en)
- Âne sayagués (es)
- Âne zamorano-leonés
- Spagnolo Bianco

## États-Unis
- American Mammoth Jackstock
- Âne miniature américain

## Éthiopie
- Âne abyssinien (en)

## France
Races reconnues
- Âne du Poitou (Baudet du Poitou)
- Âne grand noir du Berry
- Âne de Provence
- Âne des Pyrénées
- Âne du Cotentin
- Âne normand
- Âne bourbonnais

Autres races françaises
- Anko du Perche
- Âne corse

## Grèce
- Âne d'Arcadie
- Ellinikon
- Skyros

## Hongrie
- Parlag hongrois

## Irlande
- Âne irlandais (en)
- Âne pie d'Irlande

## Italie
- Âne apulien
- Âne argenté de Sologno
- Âne de Baio Lucano
- Âne calabrais
- Âne de l'Amiata
- Âne de l'Asinara
- Âne de Grigio Crociato
- Âne gris de Sicile
- Âne de Martina Franca
- Âne de Pantelleria
- Âne des monts Lépins
- Âne ragusano
- Âne romagnolo
- Âne sarde
- Âne viterbese (en)

## Malte
- Âne de Malte (en)

## Mexique
- Burro (en)

## Nouvelle-Zélande
- Âne de Ponui (en)

## Portugal
- Âne de Miranda
- Âne de Graciosa (en)

## SerbieetMonténégro
- Âne des Balkans (en)

## Slovénie
- Istrian

## Turquie
- Âne d'Anatolie

## Liste des races disparues
- Âne de Cariovilli ( Italie)
- Âne de Castel Morrone (en) ( Italie)
- Âne d'Emiliano ( Italie)
- Âne d'Irpinia ( Italie)
- Âne petit gris du Berry ( France)
- Âne de Saint Albert ( Italie)